# Чело
 Тази статия е за горната част на лицето.  За музикалния инструмент вижте виолончело.  
Чело се нарича частта от лицето разположена над очите. В Древна Гърция са смятали, че хората с големи чела са по-умни от останалите поради това, че има повече място за мозъка в черепната кутия. Челото е част от лицето, която доста често се използва за татуиране и поставяне на символи с религиозен характер. Кожата му е добре кръвоснабдена и инервирана. То е едно от местата, където може да се установи повишена температура на организма. Потните жлези също са добре развити. Потенето по челото понякога издава и притеснение.